# Умм Джамиль
Арва́ бинт Ха́рб ибн Ума́йя (араб. أروى بنت حرب بن أمية‎), известная как У́мм Джами́ль (араб. أم جميل‎) — жена Абу Лахаба ибн Абд аль-Мутталиба, дяди пророка Мухаммеда. Известна тем, что посвятила свою жизнь причинению вреда пророку Мухаммеду и отвлекала людей вокруг него.

## Биография
Умм Джамиль была сестрой Абу Суфьяна, который, фактически, был лидером мекканцев. Наряду с мужем она занимала враждебную позицию по отношению к пророку Мухаммеду. Это выражалось в совершении ей действий, которые наносили вред посланнику Аллаха, приносили ему страдания. Сообщается, что Умм Джамиль приносила колючки и рассыпала их на пути Мухаммеда. По мнению некоторых комментаторов Корана, Умм Джамиль в Аду будет нести бремя своих грехов, подобно тому, как люди носят на спине связку дров, повесив для этого на шею верёвку из пальмовых волокон. По другой версии, она будет собирать дрова для своего мужа, привязав их к своей шее верёвкой из пальмовых волокон.